# Uniqlo
Uniqlo är ett japanskt klädföretag. Uniqlo är ett av de tre största klädbolagen i världen, tillsammans med H&M och Inditex, och har cirka 3 700 butiker världen över. Uniqlo är en del av Fast Retailing-gruppen, som leds av miljardären Tadashi Yanai.

## Historia
Uniqlo grundades i Ube i Yamaguchi 1949 och är en del av företagsgruppen Fast Retailing, då kallad Ogori Shori.
I 1984 öppnade en unisex klädbutik kallad "Unique Clothing Warehouse", senare förkortat till "Uniqlo", i Hiroshima.
Uniqlo öppnade sin första butik utanför Japan i London 2001 och sin första butik i Shanghai 2002. 2005 öppnade den första amerikanska Uniqlo i New York.
Uniqlo har 2023 över 30 000 anställda och finns i över 25 länder. Det finns över 800 Uniqlo-butiker i Japan (över 100 bara i Tokyo) och över 70 butiker i Europa, de flesta i Frankrike och Storbritannien.
Sedan 2022 har Uniqlo även en Re.Uniqlo Studio, där man till exempel kan få kläder reparerade och återvunna. Re.Uniqlo öppnade i Sverige i mars 2024.

### Uniqlo i Sverige
Det finns idag tre Uniqlo-butiker i Sverige. Den 24 augusti 2018  öppnades den första svenska filialen i Stockholm på Hamngatan, som även var den första Uniqlo-butiken i Skandinavien. Svensk-amerikanska Nikolina Johnston har varit VD för Uniqlo Scandinavia sedan Sverige öppnade. I augusti 2020 öppnade den andra filialen i Westfield Mall of Scandinavia i Solna nära Stockholm. I april 2021 öppnades den tredje filialen i Göteborg på Fredsgatan. I övriga Skandinavien finns det sedan 2019 även en filial i den danska huvudstaden Köpenhamn, där det idag finns 2 filialer.
Uniqlo har varit huvudsponsor för Sveriges Olympiska Kommitté sedan 2019. Sedan dess har Uniqlo producerat tröjor för spelare i de svenska olympiska och paralympiska lagen med Uniqlo-loggan på tröjan.

## Logotyper

Tidigare Uniqlo-logotyp (1998-2009)
Uniqlo logotyp i alfabet
Uniqlo logotyp på japansk